# 斯坦利 (愛達荷州)
斯坦利（英語：Stanley）是一個位於美國愛達荷州卡斯特縣的城市。

## 地理
斯坦利的座標為44°13′00″N 114°56′16″W / 44.21667°N 114.93778°W，而該地的平均海拔高度為1906米（即6253英尺）。

## 人口
根據2010年美國人口普查的數據，斯坦利的面積為1.42平方千米，當中陸地面積為1.41平方千米，而水域面積為0.01平方千米。當地共有人口63人，而人口密度為每平方千米44.37人。